# 紀元前128年
紀元前128年（きげんぜん128ねん）は、ローマ暦の年である。

## 他の紀年法
- 干支 : 癸丑
- 日本
  - 開化天皇30年
  - 皇紀533年
- 中国
  - 前漢 : 元朔元年
- 朝鮮
  - 檀紀2206年
- 仏滅紀元 : 417年
- ユダヤ暦 : 3633年 - 3634年

## できごと

### ローマ
- 執政官：ティトゥス・アンニウス・ルフスとグナエウス・オクタウィウス

### パルティア
- アルタバヌス1世がパルティアの王になった。

### 中国
- 前漢の武帝が薉（濊）君南閭らの投降を受けて蒼海郡を設置した。

### 芸術と科学
- リメニウスが第二のデルフィの賛歌を作曲した。

## 誕生
- 劉拠：前漢の皇太子（紀元前91年没）

## 死去
- フラーテス2世：パルティア王